# Boudinage

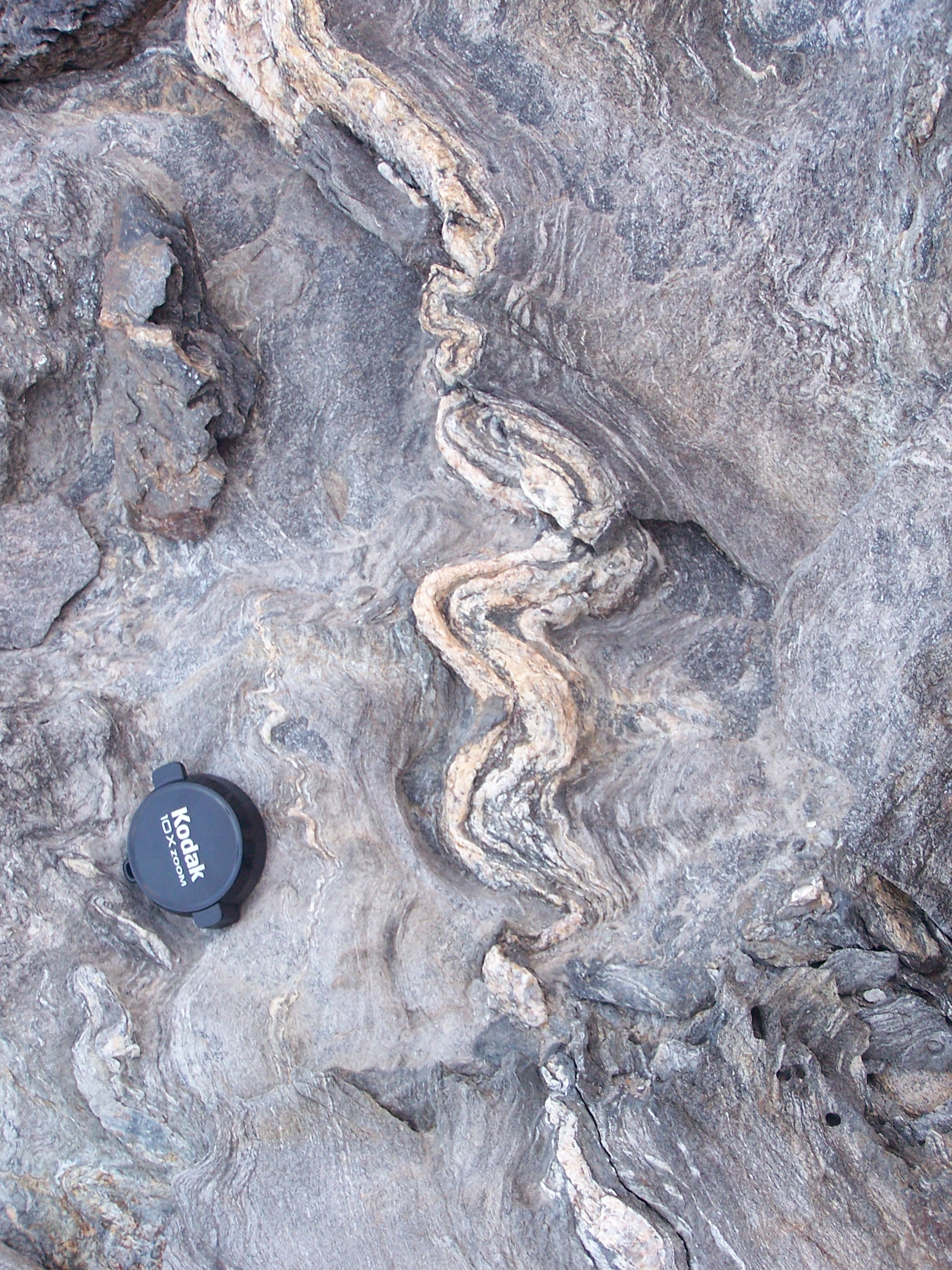
Een licht gekleurde, geplooide laag in een metamorf gesteente wordt op onregelmatige plekken geboudineerd, waarbij dikkere en dunnere gedeelten ontstaan. Locatie: Cap de Creus, Hercynisch basement in de Oostelijke Pyreneeën.

Boudinage, een begrip uit de structurele geologie, is het ontstaan van boudins in een gesteente. Een boudin is een fragment van een laag, ader of foliatie, die door rek op regelmatig terugkomende plekken uit elkaar is getrokken. De boudins (Frans voor bloedworst) zijn de worstvormige stukken die daarbij van de laag overbleven.
Soms zitten boudins nog aan elkaar via een dunner gedeelte in de laag, de zogenaamde neck. De plekken in de laag waar de boudins van elkaar gescheiden zijn (waar de rek in het gesteente zich blijkbaar heeft geconcentreerd) worden boudin lijnen genoemd, in het geval dat er nog necks tussen de boudins zitten worden ze ook wel neck lijnen genoemd. Boudin lijnen komen in een ideaal (isotroop) materiaal op regelmatige afstand van elkaar voor.
Er is een aantal verschillende stadia van boudinage, van lichte verdunningen in lagen (een zogenaamde pinch & swell structuur) tot de situatie dat boudins ver uit elkaar liggende lensjes in het gesteente zijn. Bij lagen die eerst geplooid zijn door compressie en daarna onder rek staan kunnen de boudin lijnen zich precies op de plooikoppen (in het geval van bijvoorbeeld kinkplooien, waar een plooikop een zwakke zone vormt) of juist de plooiflanken (bijvoorbeeld bij cilindrische plooien) ontwikkelen.